# マーティン・シュクレリ
マーティン・シュクレリ (英語: Martin Shkreli、[ˈʃkrɛli]、1982年または1983年-) は、アメリカ合衆国の起業家、製薬会社重役。ヘッジファンドMSMBキャピタル・マネージメントの共同創立者、生物工学会社レトロフィンの共同創立者および元最高経営責任者、チューリング・ファーマシューティカルズの創立者および元最高経営責任者である。
2015年9月、チューリングが抗寄生虫薬ダラプリムの製造権を獲得し、1錠13.5ドルから750ドルと56倍に価格を吊り上げて世間の不評を買い、メディアは「アメリカで最も憎まれている男」と書き立てた。
2015年12月、証券詐欺罪の連邦犯罪で告発され、FBIに逮捕された。保釈金を支払い釈放され、裁判待ちである。
チューリングの最高経営責任者を辞任し、取締役会長ロン・ティルスに交代した。
2016年1月、『フォーチュン』誌は32歳のシュクレリの純資産は少なくとも4,500万ドルと見積もった。
上記の裁判で2018年3月に禁固7年の有罪判決を受け、ニュージャージー州フォートディックスにある連邦刑務所へ収監されたが、ウォール・ストリート・ジャーナルは、服役中のシュクレリは刑務所の規律を破って携帯電話を入手し、依然として「フェニクサス」の経営に関与し続けていると報じた。

## 生い立ち
ニューヨーク州ニューヨークのブルックリン区にあるコニーアイランド病院で生まれた。2人の姉妹、1人の兄弟がいる。アルバニアとクロアチアからの移民で用務員の仕事をしていた両親から生まれ、ブルックリン区シープスヘッド・ベイの労働者階級のコミュニティで育った。
ハンター・カレッジ高等学校に進学したが、3年生になる前に興味を失い中退した。高校卒業に必要な単位を得られるプログラムを受講し、その一環として17歳のときにウォール街のヘッジファンドであるクレイマー・バーコウィッツ&カンパニーのインターンとなった。ハンターを卒業したのか、ハンターで充分な単位を取得しシティ・アズ・スクール高等学校を卒業したのか、定かではない。
2004年、ニューヨーク市立大学バルーク校にて経営学学士を取得した。『ヴァニティ・フェア』誌において、家族が治療抵抗性うつ病で苦しんだことから化学への興味を高めたと語った。2015年3月、ハンター・カレッジ高等学校はシュクレリから100万ドルの寄付があったことを発表した。

## 経歴
クレイマー・バーコウィッツ&カンパニー在籍中、生物工学会社の株価が下がることを見越して空売りを進言した。実際その通りとなり、クレイマー社は利益を得た。2003年、19歳の頃、レゲネロン社は抗肥満薬の試験をしており、株価が下がることを予測した。証券取引委員会はシュクレリの予測に注目して株の知識を調査したが、犯罪に関わることは何も出てこなかった。

### ヘッジファンドの創立
クレイマー社で勤務を始めてから4年後、イントレピッド・キャピタル・マネージメントおよびUBSウェルス・マネージメントのアナリストとなった。その後2006年、イーリア・キャピタル・マネージメントを創立した。2007年、リーマン・ブラザーズは「売り付け選択権取引」の負担を怠ったとしてイーリアをニューヨーク州裁判所に訴えた。シュクレリは市場の広範な下落を見込んで取引を行ったが、予想に反して株価が上昇したとき、シュクレリは支払いを行わなかった。2007年10月、リーマン社は欠席裁判により230万ドルを勝ち取ったが、回収前にリーマン・ショックが起こった。
2009年9月、共同創立者であるシュクレリと幼馴染のメレク・ビーステクのイニシャルから名付けたMSMBキャピタル・マネージメントを創立した。シュクレリとビーステクは複数の生物工学会社を空売りし、株取引チャット・ルームで欠陥を解説した。
2011年2月1日、メリルリンチに開いていた口座を通じて、MSMBキャピタル社はオレキシジェン・セラピューティクスの3,200万株を1株2.5ドルで裸売り（株を確保せずに行う空売り）した。アメリカ食品医薬品局 (FDA) が薬品コントレイヴの承認を却下したことで、同社の株価が一株9.09ドルから急落した翌日のことだった。しかし株価は反発した。MSMBはメリルリンチに対してショートポジションを決済することは可能だと伝えていたが、実際には不可能だった。メリルリンチはこの取引で700万ドルを失い、MSMBは事実上破綻した。レトロフィンが2015年に証券取引委員会へ提出した訴状では、シュクレリがMSMBヘルスケアとレトロフィンを創立したのは「MSMBキャピタルが破産した後も取引を続けるため、ならびにMSMBキャピタルへの出資者を安心させられる資産として用いるため」だと強く主張された。
2011年、シュクレリはFDAにナヴィディア・ファーマシューティカルズの新たな癌検査薬と、マンカインド・コーポレーションの吸入インスリンを承認しないよう働きかけつつ、公に両社の株の空売りを行った。シュクレリの介入後、両社の株価は下がった。最終的にFDAはこれらの薬品を承認したが、この結果両社はこれらの事業展開が困難となった。
2011年、MSMBはAMAGファーマシューティカルズに3億7,800万ドルの現金での買収の提案を行なった。
『フォーブス』誌のマシュウ・ハーパーは、この敵対的買収について「社の上層部を解雇し、アロス・セラピューティクスとの合併を阻むというはっきりした目的があった。合併計画が中止されると、シュクレリも手を引いた」と記した。

### レトロフィン
2011年、シュクレリはMSMBの傘下のレトロフィン(「リコンビナント・ジストロフィン」のかばん語)を創立し、希少疾患治療のための生物工学を謳ったポートフォリオ会社として操業した。
2014年9月、レトロフィンの取締役会はシュクレリを解任することに決め、翌月、シュクレリは退職した。後任にはスティーブン・アサレジが就任した。シュクレリが最高経営責任者であった期間、レトロフィンの複数の従業員は匿名のTwitterアカウントを使用し、ラップを用いて他の生物工学企業の株を空売りするよう推奨した。複数の批評家がシュクレリは天才だが最高経営責任者の職に就くには未熟すぎると批判した。
シュクレリ退職後の2015年8月、レトロフィンは長きにわたる論争となったシュクレリによる忠実義務違反となる横領および株取引違反、証券法違反で6,500万ドルの訴訟を起こした。またこの訴訟ではシュクレリがMSMBの元職員およびその家族を脅して嫌がらせを行なったことも申し立てられた。
2015年1月よりシュクレリおよび関連企業はニューヨーク東部弁護士会による犯罪調査下におかれ、シュクレリは供述聴取の間、自己負罪拒否特権により黙秘権を行使した。
レトロフィンはパントテン酸キナーゼ関連神経変性症(PKAN)の治療薬に関してシュクレリの名を含む特許を2件所有している。

#### サイオラ価格高騰問題
2014年5月、レトロフィンは希少疾患シスチン尿症治療薬サイオラの販売権を獲得した。患者は1日10から15錠服用しなければならないが、シュクレリ在籍中のレトロフィンはサイオラの価格を1錠1.5ドルから30ドルに吊り上げた。
医薬品化学者デレク・ロウは記事『かつてないほどの非情な薬価格高騰』で「この件は私を激怒させた。私も生活のために薬の研究をしているが」と記した。レトロフィンはシュクレリが退社した後も価格を下げなかった。
2016年2月、インプリミス・ファーマシューティカルズはサイオラに代わる低価格の薬品を開発したと発表し、同年5月、2種類の薬品を販売開始した。

### チューリング・ファーマシューティカルズ
レトロフィン退職後の2015年2月、シュクレリはチューリング・ファーマシューティカルズを創立した。レトロフィンから買収した、うつ病治療のケタミンの点鼻薬、オキシトシンの点鼻薬、高血圧治療のメカミラミンの3種類の治療薬から始めた。シュクレリはチューリングにおいて一つのビジネス戦略を設定した。独自の薬品を開発するのではなく、オフパテントドラッグ（特許期間の切れた薬品）の製造に必要なライセンスを押さえてから価格を吊り上げることで、余分な労力なく莫大な利益を得ようとするものであった。オフパテントドラッグの市場は小規模であることが多く、同成分のジェネリック医薬品を製造販売する認可を得るのはコストがかかり過ぎるため、競合相手もなく高価格に設定することができた。

#### ダラプリム価格高騰問題
2015年8月10日、シュクレリのビジネス・プランに従って、チューリングはインパックス・ラボラトリーズから1953年にアメリカ食品医薬品局に承認されたダラプリム(ピリメタリン)の販売権を5,500万ドルで買収した。2015年後期現在、最もよく使用されるのは抗マラリア剤および抗寄生虫薬として、ならびに、フォリン酸やスルファジアジンとの併用により トキソプラズマ症（AIDSとの関連性の有無に関わらず）の治療にも用いられている。
ダラプリムの特許は切れていたが、ジェネリックはなかった。チューリングとインパックスの契約には、インパックスが卸や薬局からダラプリムを撤退させることが含まれており、そのため発表の2か月前の2015年6月にはインパックスは出荷を制限していた。競合相手が限られたマーケットにおける価格設定戦略に従って、チューリングは出荷量の制限を続けた。『ニューヨーク・タイムズ』紙は「この契約は事実上チューリングが薬の価格を上げるために計画されたとしか考えられない」と記した。
2015年9月17日、医療専門家のための綿密な医療情報を掲載するウエブサイト『Healio 』のデイヴ・ムアイオは、米国感染症協会およびHIV医学協会からチューリングの重役に宛て、ダラプリムの新価格について問う書簡があったことを報じた。米国市場での価格が一晩で1錠13.5ドルから750ドルと56倍になったのである。
この値上げは米国感染症協会およびHIV医学協会、米国研究製薬工業協会、大統領選候補者ヒラリー・クリントン、バーニー・サンダース、ドナルド・トランプから次々と批判された。
続く組織的努力は、チューリングに9月までの料金に戻す要求をし、患者の必要とすることに関連する問題について伝えるため、医療専門家や患者に関連する160以上の組織から支持を集めた。2015年現在、31州およびワシントンD.C.、プエルトリコから164団体から支持を受けた。
批判の影響により、シュクレリが投資していたレコードレーベルのコレクト・レコードはシュクレリとのビジネスを終了すると発表した。
2015年9月、『ブルームバーグ・マーケット』誌のインタビューにおいてシュクレリは、価格が上がろうと、コーペイ(保険加入者の自己負担金)は低くなるため多くの患者はチューリングが増設したフリー・ドラッグ・プログラムにより費用負担なしで薬を手に入れることができると主張した。また「もし自転車1台分の金額でアストンマーティンを売っている会社があったとしたら、我々はその会社を買収してトヨタの金額で売ろうとするだろう。それが犯罪だとは思わない」と語った。数日後、シュクレリは「人々の怒りに応えて」具体的な金額は明らかにせずに値下げを計画していると発表した。しかし11月下旬、チューリングはこれとは逆に、値段を下げることはないと語った。
2015年9月、サンダースおよびアメリカ合衆国下院議員イライジャ・カミングスがチューリング社の財政と価格設定方法の詳細を要求し、チューリング社は法律事務所ブキャナン・インガーソル&ルーニーから医療法や薬品価格に詳しい4名のロビイストを雇った。さらにシュクレリは価格設定の説明のために広告代理店を雇った。
2015年10月22日、インプリミス・ファーマシューティカルズの最高経営責任者であるマーク・バウムはダラプリムの有効成分であるピリメタミンとフォリン酸を含む、より安価で有効な配合剤を1錠1ドルで発売すると発表した。この薬はエイズ患者によくみられるトキソプラズマ症の治療の標準治療薬として、スルファジアジンと共に使用されるよう意図されている。
バウムは「供給元が一つしかないジェネリック医薬品が — それも、ダラプリムのように長期にわたって使用が認可されてきたものが — 突然値上げされて入手できないほどになるのは、これが初めてではない。」と述べた。バウムは「医師や患者が新しく柔軟性のある薬を安価に手に入れられる」ようにするための法人向けプログラム、「インプリミス・ケアーズ」の一環として、ダラプリムの代替となる配合剤を提供することが可能だと発表した。インプリミス社は飲み薬100錠入り瓶を99ドルから販売している。
2015年11月23日、チューリング社はダラプリムの希望小売価格は下げないが、病院ごとに最大半額までの数量割引交渉を計画していると発表した。チューリング社は、ほとんどの患者が初期治療を受ける病院において価格を下げることほど希望小売価格を下げることは重要ではないとの声明を発表した。チューリング社は、ダラプリムを希望する患者は誰でも購入できると宣言した。
感染症専門家やトリートメント・アクション・グループのティム・ホーン、HIV医学協会のカルロス・デル・リオなどの患者支援者は、初期治療で数日治療した患者でもその後も数週間または数か月にわたり治療を受け続けねばならず、チューリングの行動は不十分だと語った。

### カロバイオス・ファーマシューティカルズ
2015年11月、シュクレリ率いる投資家グループはカリフォルニア州サウスサンフランシスコを拠点とするバイオ医薬品会社カロバイオス・ファーマシューティカルズの過半数の株式を獲得した。シュクレリはカロバイオス社の最高経営責任者に任命され、チューリング社の最高経営責任者と兼任することとなった。2015年12月にシュクレリが逮捕されると、カロバイオス社はシュクレリを最高経営責任者から解任した。NASDAQ上場廃止および取締役2名の辞任後の2015年12月29日、カロバイオス社は連邦倒産法第11章を申請した。

### 刑事訴追
2015年12月17日、ニューヨーク東部地方裁判所申請の公訴後、証券詐欺でFBIに逮捕された。MSMBキャピタル・マネージメントおよびレトロフィンでのシュクレリの在任期間の調査後に訴追された。シュクレリはポンジ・スキームの容疑で告訴された。
アメリカ合衆国司法省のプレスリリースでは「申し立て通り、マーティン・シュクレリは詐欺、嘘で固めた話により投資者たちを誘惑する数々の計画に加わった」と発表された。『ウォール・ストリート・ジャーナル』のインタビューにおいてシュクレリは、ダラプリムの値上げと目立つ個性により警察の標的になったと語った。
政治評論家ロバート・B・ライシュはコラムにおいて、「シュクレリが犯した間違いは、他の多くの人たちがウォール街や社内の重役室でやっているのと同じことを堂々とやってしまったことだ」と記した。
2016年初頭現在、シュクレリの被告側弁護士はベンジャミン・ブラフマンのままである。
2017年8月4日、陪審は8件のうち3件を証券詐欺で有罪とする評決を下した。キヨ・マツモト裁判官は量刑を言い渡す判決の日は未定であるとした。

### 国会での証言
シュクレリは下院監視・政府改革委員会に召喚され、ダラプリムの値上げについて質問に答えるよう求められた。召喚を避けようとするシュクレリの努力は実を結ばなかった。
2016年2月4日、シュクレリはチューリング社の広報部長ナンシー・レツラフ、ヴァリアント・ファーマシューティカルズの臨時最高経営責任者ハワード・B・シャイラーと共に下院委員会に出席した。
シュクレリは弁護士のアドバイスに従い、自身の名を答えた以外は、黙秘権を行使し最も高価なアルバム・レコード獲得に関連することを含めて全ての質問の返答を拒否した。
同日、シュクレリはTwitterにて「我が国の政府の低能ぶりは受け入れがたい」と記し、インターネットを通じて下院で返答を拒否した質問も一般に対してなら答える意思があると語った。シュクレリは下院議員らを「利己主義」と非難し、自分の立場を正当化した。

### 有罪判決
2017年８月、証券取引法規の違反で有罪判決を受けた。
2018年3月、懲役7年の実刑判決を言い渡された。

### 製薬業界からの永久追放
2022年1月、アメリカ合衆国連邦裁判所はシュクレリに対し、製薬業界への就業を生涯にわたって禁止とし、併せて、ダラプリムの価格吊り上げにより得た収益6460万ドルの返還を命じる判決を言い渡した。また、シュクレリをサポートしたとされる人物に対しても7年間の製薬業界への就業禁止が言い渡された。

## その他のプロジェクト
シュクレリはゲーム『League of Legends』のプレイヤーで、2014年5月、エレクトロニック・スポーツのチームを買収することに興味があると表明し、「エナミー・イースポーツ」はシュクレリからの120万ドルの買収話を断ったと発表した。
その後自身で「オデッセイ・イースポーツ」を創立し、2015年のLeague of Legends北米リーグ・シリーズを目指したが、予選で落選した。2015年8月、オデッセイは他のチームと合併して「チーム・イマジン」となり、シュクレリが会長となった。合併に際し、オデッセイは『Dota 2』のチーム「リヴァイアサン」と契約した。
2015年11月、シュクレリはYouTubeにおいてストリーミングを始めた。1度に何時間にもわたり、仕事風景のほか、ビデオゲーム、SNS、電話などの日常を中継している。その後、金融、化学の基礎講座を開始した。
以前はTwitchで中継していたが、YouTubeに変更した。12月にシュクレリが罪状認否して保釈された時でも自身の家からストリーミングを行なっていた。
シュクレリはコレクト・レコードの元後援者であり、ボビー・シュマーダの釈放金の出資を申し出た。しかし自身の逮捕後コレクト・レコードから手をひいた。

## プライベート
2008年より、早くても2014年までは全米アルバニア系アメリカ人会の会長を務めていた。
2015年10月、シュクレリは自身を「強欲を絵に描いたような男」と呼んだ、大統領候補者であったバーニー・サンダースに2,700ドルを寄付した。しかしサンダースはその寄付金をHIV/AIDS専門医療で知られるワシントンD.C.の保健センターであるウイットマン・ウォーカー・ヘルスにそのまま寄付するつもりだと語った。シュクレリは医療ニュース・ポータルのSTATにサンダースへ寄付した理由について、薬品の価格設定を除けばサンダースの提唱する立場を支持しているからだと語った。サンダースの興味を引くことで、薬品会社の価格設定のメカニズムについて個人的に説明する機会を持つのがシュクレリのねらいだった。
2015年11月24日にオークション会社パドル8を通じてウータン・クランの世界で1組しかないアルバム『Once Upon a Time in Shaolin 』を「アメリカの個人の収集家」が落札したことになっていたが、シュクレリが200万ドルで落札したことが明らかになった。
2015年12月9日、『ブルームバーグ ビジネスウィーク』誌はシュクレリが購入者であると特定した。2016年2月、シュクレリは1千万ドルでカニエ・ウェストのアルバム『The Life of Pablo 』の単独所有者となることを申し出ていると発表した。2016年2月12日、シュクレリは1千万ドルから1,500万ドルに増額した。
2016年8月5日、バースツール・スポーツによるバードン・マイ・テイク・ポッドキャストのレギュラー・ゲストとなった。2016年10月下旬、シュクレリはTwitterにて、もしドナルド・トランプが2016年アメリカ合衆国大統領選挙で当選したらウータン・クランのアルバム『Once Upon a Time in Shaolin 』をフリー・ダウンロードで公開し、もしヒラリー・クリントンが当選したらアルバムを割ると発表した。トランプ当選翌日、イントロおよび1曲を公開した。
ドナルド・トランプの立候補に反対であったにも関わらず、2017年1月20日、トランプの大統領就任式に招待された。2017年2月、ハーバード大学での講演に招聘され、裁判所からも承認された。

### 批判
2017年1月、シュクレリはジャーナリストのローレン・デューカについて繰り返しツイートし、デューカと自分のツーショットに加工した写真を掲載したとしてシュクレリのTwitterアカウントが停止された。またシュクレリはTwitter上で「クローバージェンダー啓発」を広めた。これは成人でありながら精神的には子供であって、子供に性的魅力を感じるジェンダーが存在することを訴える運動だとされていたが、実際には掲示板サイト4chan発祥のいたずらであった。